# アラビア・ウルブズ
アラビア・ウルブズ（Arabia Wolves）は、アラブ首長国連邦(UAE)のプロ野球チーム。縁故地はドバイ。ベースボール・ユナイテッドに加盟している。
UAE初のプロ野球チームである。

## 歴史
2023年8月3日にドバイ・ウルブズの名称で、アブダビ・ファルコンズと共にUAE初のプロ野球チームとして発足したことが発表された。
2024年3月27日、チーム名をアラビア・ウルブズと改称した。
2025年、福岡ソフトバンクホークスや千葉ロッテマリーンズなどでプレーした福田秀平が入団した。